# SC Union 06 Berlin
Der SC Union 06 Berlin (offiziell: Sport-Club Union 06 Berlin e. V.) ist ein deutscher Fußballverein aus dem Berliner Ortsteil Moabit im Bezirk Mitte. Er wurde am 9. Juni 1950 als Abspaltung und De-facto-Nachfolgeverein des SC Union Oberschöneweide gegründet. Seine Heimspiele trug der neue Verein, Union 06, im Poststadion, heute auf dessen Nebenplätzen aus.

## Geschichte

### Vor 1950
Der SC Union ist zusammen mit dem 1. FC Union Berlin der Nachfolgeverein des 1906 gegründeten FC Olympia Oberschöneweide, welcher unter dem späteren Namen SC Union Oberschöneweide mehrfacher Berliner Meister, Berliner Pokalsieger und 1923 Deutscher Vizemeister wurde. Am Ende der Saison 1949/50 wurde Union Oberschöneweide Zweiter in der Berliner Stadtliga und qualifizierte sich damit für die Endrunde um die deutsche Meisterschaft. Jedoch wurde dem Team aus dem Ost-Berliner Stadtteil Köpenick von der sowjetischen Besatzungsmacht die Ausreise zum Endrundenspiel ins westdeutsche Kiel gegen den Hamburger SV verboten. Der Grund dafür waren die politischen Spannungen zwischen den vier Besatzungsmächten, die sich auch auf die Sportverbände auswirkten.
Die von Johannes Sobek trainierte Mannschaft entschloss sich daraufhin zur Flucht nach West-Berlin und spaltete sich vom Ost-Berliner Verein ab. Kurz darauf trat man dann auch gegen den HSV an (das Spiel ging allerdings mit 0:7 verloren) und gründete sich wenig später als Union 06 Berlin neu. Neben dem SC Union bildete sich außerdem noch ein weiterer Fußballverein aus den „Flüchtlingen“: Einer Gruppe von Ex-Oberschöneweidern, welche ihren Wohnsitz vorrangig in Berliner Grenznähe hatten, war der Weg nach Moabit zu weit und daher gründeten die Spieler ihren eigenen – in Kreuzberg beheimateten – Verein: Den BBC Südost.

### Nach 1950
Union 06 blieb lange Zeit in Berlin konkurrenzfähig und war auch ein wahrer Publikumsmagnet. 1951 und 1952 wurden die Berliner zunächst jeweils Vizemeister in der Stadtliga, die von der Spielzeit 1950/51 an Vertragsliga hieß, bevor dann 1953 sogar die Meisterschaft gewonnen werden konnte und es damit erneut zur Teilnahme an der Endrunde um die Deutsche Meisterschaft reichte. Ebenso konnte auch das Finale um den Berliner Pokal erreicht werden, dort unterlag das Team allerdings mit 1:2 nach Verlängerung gegen Tennis Borussia Berlin.
Zu dieser Zeit hatte Union 06 beachtliche Zuschauerzahlen und spielte im Poststadion (bzw. während der Endrunde im Berliner Olympiastadion) oft vor ausverkauftem Haus. Dies lag neben dem sportlichen Erfolg auch daran, dass noch viele Ost-Berliner „rüberkamen“, um die „West-Union“ zu sehen. Im März 1952 kam es vor 20.000 Zuschauern im Walter-Ulbricht-Stadion sogar zum „Bruderduell“ mit der inzwischen in eine BSG Motor Oberschöneweide umgewandelten „Ost-Union“, welches der SCU mit 2:0 gewann.
Mit dem ausbleibenden Erfolg jedoch sank das Interesse an Union 06. In der Stadtliga rutschte der Verein ins Mittelmaß ab und stieg schließlich 1960 ab. Zwar gelang in der Folgesaison der sofortige Wiederaufstieg, doch nach der Saison 1961/1962 folgte der erneute Abstieg. Und nach dem Bau der Berliner Mauer ebbte der Zuschauerzustrom fast völlig ab. Nur noch selten konnte der Verein sportlich für Aufsehen sorgen. 1963/64 spielten die West-Berliner noch einmal in der neu geschaffenen Regionalliga Berlin mit, danach verabschiedeten sie sich, wie es schien, für immer aus den obersten Ligen.
In der Saison 1975/76 erreichte der Verein jedoch den ersten Rang in der drittklassigen Amateurliga Berlin (welche später in Oberliga Berlin umbenannt wurde) und kam so in die Aufstiegsrunde zur zweiten Bundesliga. Außerdem konnten die Berliner sich durch die Halbfinalteilnahme im Berliner Pokal für die folgende DFB-Pokal-Saison qualifizieren. Der Höhenflug dauerte allerdings nicht lange an, denn die Unioner scheiterten in der Aufstiegsrunde und in der Folgesaison war im DFB-Pokal nach einem 1:12 beim VfL Osnabrück in der 1. Runde ebenfalls Schluss.
1981/82 stürzte der Verein sogar in die Viertklassigkeit ab. Nur noch einmal (1984/85) waren die Unioner in der höchsten Berliner Liga vertreten. Immerhin ergab sich in den Jahren 1986 bis 1988 eine besondere Einnahmequelle für den Verein: Hertha BSC – 1985/86 in die Oberliga Berlin abgestiegen – wählte als Übergangsspielstätte das Poststadion, da das heimische Olympiastadion für die Drittklassigkeit zu groß war. Da Hertha aber nicht im Bezirk Tiergarten beheimatet war, benötigte der Verein die Spielerlaubnis des SC Union. In der Folge trug Union einige Spiele im Vorfeld der Hertha-Spiele aus, was den Zuschauerschnitt (und damit die Einnahmen) der Unioner erheblich steigerte.

### Heute
In den frühen 1990er Jahren erlebte der Verein aus Moabit noch einmal eine kleine Renaissance und schaffte es zweimal, sich für die damals viertklassige Landesliga zu qualifizieren. Durch eine Ligareform und die Einführung der vier Regionalligen rutschte der Verein allerdings 1994 gleich zwei Klassen in die 6. Liga ab.
Durch den Fall der Berliner Mauer kam der SC Union ab 1989 wieder in Kontakt mit dem 1. FC Union aus dem Ostteil der Stadt. Anfangs kooperierten die beiden Vereine noch miteinander: In der Saison 1992/93 integrierte der FCU seine Jugendabteilung in die Männermannschaft des SCU, was zum Aufstieg aus der Landesliga in die Verbandsliga führte. Kurz darauf kam es jedoch vorrangig aus finanziellen Gründen zum Bruch.
Im Vorfeld der Saison 1995/96 fusionierte der Verein mit der SG Oberschöneweide und trat danach unter dem neuen (alten) Namen SC Union 06 Oberschöneweide an. In der Folgezeit kam es zu Konflikten mit dem 1. FC Union, als der SCU das Erbbaurecht auf das Stadion An der Alten Försterei beanspruchte. Als Begründung wurde hervorgebracht, dass der SCU der einzig legitime Nachfolger des SC Union Oberschöneweide von 1910 sei. Die Blau-Weißen konnten sich damit jedoch nicht durchsetzen und spielten eine Saison lang im Wuhlheider Ernst-Thälmann-Stadion, um danach wieder ins angestammte Poststadion umzuziehen. Der neue Name wurde nach der Saison wieder abgelegt und man kehrte zur alten Bezeichnung zurück.
Zwischen 1998 und 2000 erlebte der Verein seine schwärzeste Zeit, stieg dreimal hintereinander ab und musste 2000/01 in der Berliner Kreisliga B (entsprach der neunten Liga) starten. Erst 2005/06 konnte der Wiederaufstieg in die Kreisliga A (8. Liga) gefeiert werden. In dieser Saison trafen auch anlässlich des hundertjährigen Jubiläums der Gründung des Ursprungsvereins die beiden Unioner-Mannschaften am 23. Mai 2006 im Stadion An der Alten Försterei in einem Freundschaftsspiel aufeinander. Der 1. FC Union konnte den SC Union 06 mit 6:0 besiegen.
In der Folgesaison konnte die Mannschaft einen erneuten Aufstieg nachlegen und startete zur Saison 2007/08 in der Berliner Bezirksliga. Dort konnte jedoch die Klasse nicht gehalten werden, so dass der Verein wieder in die Kreisliga A abstieg. Im Jahr 2009 gelang die Rückkehr in die Bezirksliga. 2014 folgte der Aufstieg in die Landesliga Berlin, dem jedoch zwei Jahre später der Wiederabstieg in die Bezirksliga folgte. 2022 gelang die Rückkehr in die Landesliga.
In der ewigen Tabelle der Berlin-Liga belegt der SC Union 06 den 61. Platz.

## Platzierungen seit 1950
| Saison    | Klasse | Liga                                         | Platz           | Tore         | Punkte     | Besonderes                                                                               |
| --------- | ------ | -------------------------------------------- | --------------- | ------------ | ---------- | ---------------------------------------------------------------------------------------- |
| 1949/50   | I      | Stadtliga Gesamtberlin                       | 02 (12)         | 069:31       | 32-12      | Abspaltung von Union Oberschöneweide, Teilnahme an der Deutschen Meisterschaft 1950      |
| 1950/51   | I      | Stadtliga West-Berlin                        | 02 (14)         | 063:23       | 39-13      | Finalist im Berliner Pokal                                                               |
| 1951/52   | I      | Stadtliga West-Berlin                        | 02 (14)         | 072:35       | 39-13      |                                                                                          |
| 1952/53   | I      | Stadtliga West-Berlin Meisterschaftsendrunde | 01 (13) 04 (04) | 057:26 04:20 | 40-8 01-11 | Teilnahme an der Deutschen Meisterschaft 1953                                            |
| 1953/54   | I      | Stadtliga West-Berlin                        | 03 (12)         | 045:30       | 30-14      |                                                                                          |
| 1954/55   | I      | Stadtliga West-Berlin                        | 05 (12)         | 042:37       | 25-19      |                                                                                          |
| 1955/56   | I      | Stadtliga West-Berlin                        | 06 (12)         | 044:39       | 23-21      |                                                                                          |
| 1956/57   | I      | Stadtliga West-Berlin                        | 03 (12)         | 046:36       | 27-17      |                                                                                          |
| 1957/58   | I      | Stadtliga West-Berlin                        | 09 (12)         | 040:54       | 19-25      |                                                                                          |
| 1958/59   | I      | Stadtliga West-Berlin                        | 09 (12)         | 060:68       | 28-38      |                                                                                          |
| 1959/60   | I      | Stadtliga West-Berlin                        | 11 (11)         | 036:80       | 14-46      | Abstieg                                                                                  |
| 1960/61   | II     | Amateurliga West-Berlin                      | 01 (16)         | 093:37       | 49-11      | Aufstieg, Teilnahme an der deutschen Amateurmeisterschaft – Aus in der Vorrunde          |
| 1961/62   | I      | Stadtliga West-Berlin                        | 10 (10)         | 024:74       | 10-44      | Abstieg                                                                                  |
| 1962/63   | II     | Amateurliga West-Berlin                      | 02 (16)         | 069:36       | 43:17      | Aufstieg                                                                                 |
| 1963/64   | II     | Fußball-Regionalliga 1963/64                 | 10 (10)         | 023:71       | 11-43      | Abstieg                                                                                  |
| 1964/65   | III    | Amateurliga West-Berlin                      | 09 (16)         | 056:81       | 26-34      |                                                                                          |
| 1965/66   | III    | Amateurliga West-Berlin                      | 15 (16)         | 048:66       | 19-41      | Abstieg                                                                                  |
| 1966/67   | IV     | A-Klasse West-Berlin – 2. Abt.               | 01 (15)         | 058:33       | 41-15      | Aufstieg                                                                                 |
| 1967/68   | IV     | Amateurliga West-Berlin                      | 07 (16)         | 058:54       | 30-30      |                                                                                          |
| 1968/69   | IV     | Amateurliga West-Berlin                      | 04 (16)         | 051:40       | 37-23      |                                                                                          |
| 1969/70   | IV     | Amateurliga West-Berlin                      | 16 (17)         | 047:68       | 23-41      | Abstieg                                                                                  |
| 1970/71   | V      | A-Klasse West-Berlin – 2. Abt.               | 02 (16)         | 062:39       | 42-18      |                                                                                          |
| 1971/72   | V      | A-Klasse West-Berlin – 2. Abt.               | 01 (16)         | 079:21       | 49-11      | Aufstieg                                                                                 |
| 1972/73   | IV     | Amateurliga West-Berlin                      | 03 (18)         | 062:31       | 42-26      |                                                                                          |
| 1973/74   | IV     | Amateurliga West-Berlin                      | 10 (18)         | 043:51       | 32-36      |                                                                                          |
| 1974/75   | III    | Oberliga West-Berlin                         | 08 (18)         | 048:30       | 35-33      |                                                                                          |
| 1975/76   | III    | Oberliga West-Berlin Aufstiegsrunde          | 01 (18) 03 (03) | 098:31 02:13 | 51-17 02-6 | in der Relegation zur 2. Fußball-Bundesliga gescheitert, Qualifikation für den DFB-Pokal |
| 1976/77   | III    | Oberliga West-Berlin                         | 09 (16)         | 044:41       | 29-31      |                                                                                          |
| 1977/78   | III    | Oberliga West-Berlin                         | 04 (16)         | 062:32       | 41-19      |                                                                                          |
| 1978/79   | III    | Oberliga West-Berlin                         | 04 (16)         | 069:39       | 37-23      |                                                                                          |
| 1979/80   | III    | Oberliga West-Berlin                         | 07 (16)         | 050:46       | 30-30      |                                                                                          |
| 1980/81   | III    | Oberliga West-Berlin                         | 12 (16)         | 042:64       | 25-35      |                                                                                          |
| 1981/82   | III    | Oberliga West-Berlin                         | 16 (16)         | 020:116      | 03-57      | Abstieg                                                                                  |
| 1982/83   | IV     | Landesliga West-Berlin                       | 08 (16)         | 064:57       | 31-29      |                                                                                          |
| 1983/84   | IV     | Landesliga West-Berlin                       | 02 (16)         | 072:35       | 39-21      | Aufstieg                                                                                 |
| 1984/85   | III    | Oberliga West-Berlin                         | 16 (16)         | 043:108      | 11-49      | Abstieg                                                                                  |
| 1985/86   | IV     | Landesliga West-Berlin                       | 03 (16)         | 066:34       | 41-19      |                                                                                          |
| 1986/87   | IV     | Landesliga West-Berlin                       | 11 (16)         | 032:40       | 27-33      |                                                                                          |
| 1987/88   | IV     | Landesliga West-Berlin                       | 16 (16)         | 024:48       | 19-41      | Abstieg                                                                                  |
| 1988/89   | V      | Kreisliga A – 2. Abt.                        | 10 (16)         | 052:52       | 29-31      |                                                                                          |
| 1989/90   | V      | Kreisliga A – 2. Abt.                        | 05 (16)         | 060:47       | 36-24      |                                                                                          |
| 1990/91   | V      | Kreisliga A – 2. Abt.                        | 02 (16)         | 057:28       | 43-17      | Aufstieg                                                                                 |
| 1991/92   | IV     | Landesliga – 2. Abt.                         | 10 (16)         | 052:40       | 30-30      | Abstieg (Qualifikation für Verbandsliga verpasst)                                        |
| 1992/93   | V      | Landesliga – 1. Abt.                         | 01 (16)         | 093:20       | 47-13      | Aufstieg / Liga-System Umstrukturierung                                                  |
| 1993/94   | IV     | Verbandsliga Berlin                          | 16 (19)         | 047:69       | 28-44      | Abstieg (zwei Klassen tiefer aufgrund der Ligareform)                                    |
| 1994/95   | VI     | Landesliga – 1. Abt.                         | 01 (16)         | 082:23       | 52-08      | Aufstieg / Liga-System Umstrukturierung                                                  |
| 1995/96   | V      | Verbandsliga Berlin                          | 18 (20)         | 068:103      | 40         | Abstieg                                                                                  |
| 1996/97   | V      | Landesliga – 1. Abt.                         | 12 (16)         | 035:51       | 32         |                                                                                          |
| 1997/98   | V      | Landesliga – 2. Abt.                         | 15 (16)         | 038:70       | 24         | Abstieg                                                                                  |
| 1998/99   | VII    | Bezirksliga – 2. Abt.                        | 14 (16)         | 029:76       | 30         | Abstieg                                                                                  |
| 1999/2000 | VIII   | Kreisliga A – 1. Abt. Abstiegsrunde          | 14 (16) 02 (03) | 051:84 010:4 | 27 07      | Abstieg                                                                                  |
| 2000/01   | IX     | Kreisliga B – 2. Abt.                        | 05 (17)         | 086:48       | 60         |                                                                                          |
| 2001/02   | IX     | Kreisliga B – 3. Abt.                        | 11 (17)         | 051:95       | 39         |                                                                                          |
| 2002/03   | IX     | Kreisliga B – 2. Abt.                        | 14 (16)         | 059:79       | 30         |                                                                                          |
| 2003/04   | IX     | Kreisliga B – 3. Abt.                        | 13 (16)         | 052:87       | 28         |                                                                                          |
| 2004/05   | IX     | Kreisliga B – 2. Abt.                        | 06 (16)         | 080:51       | 50         |                                                                                          |
| 2005/06   | IX     | Kreisliga B – 2. Abt.                        | 02 (16)         | 086:50       | 61         | Aufstieg                                                                                 |
| 2006/07   | VIII   | Kreisliga – A 1. Abt.                        | 02 (16)         | 064:37       | 58         | Aufstieg                                                                                 |
| 2007/08   | VII    | Bezirksliga – Staffel 2                      | 15 (16)         | 048:65       | 26         | Abstieg                                                                                  |
| 2008/09   | IX     | Kreisliga A – 1. Abt.                        | 01 (16)         | 097:27       | 72         | Aufstieg / Liga-System Umstrukturierung                                                  |
| 2009/10   | VIII   | Bezirksliga – Staffel 1                      | 09 (16)         | 048:49       | 40         |                                                                                          |
| 2010/11   | VIII   | Bezirksliga – Staffel 1                      | 11 (16)         | 055:66       | 39         |                                                                                          |
| 2011/12   | VIII   | Bezirksliga – Staffel 3                      | 07 (16)         | 077:54       | 44         |                                                                                          |
| 2012/13   | VIII   | Bezirksliga – Staffel 1                      | 05 (16)         | 095:45       | 55         |                                                                                          |
| 2013/14   | VIII   | Bezirksliga – Staffel 3                      | 02 (16)         | 086:44       | 60         | Aufstieg                                                                                 |
| 2014/15   | VII    | Landesliga – Staffel 2                       | 11 (16)         | 049:52       | 39         |                                                                                          |
| 2015/16   | VII    | Landesliga – Staffel 2                       | 14 (16)         | 043:65       | 28         | Abstieg                                                                                  |
| 2016/17   | VIII   | Bezirksliga – Staffel 3                      | 09 (16)         | 055:54       | 38         |                                                                                          |
| 2017/18   | VIII   | Bezirksliga – Staffel 3                      | 11 (16)         | 064:71       | 35         |                                                                                          |
| 2018/19   | VIII   | Bezirksliga – Staffel 2                      | 08 (16)         | 072:74       | 46         |                                                                                          |
| 2019/20   | VIII   | Bezirksliga – Staffel 1                      | 11 (16)         | 048:51       | 25 (1)     |                                                                                          |
| 2020/21   | VIII   | Bezirksliga – Staffel 3                      | 08 (17)         | 07:3         | 06 (1)     |                                                                                          |
| 2021/22   | VIII   | Bezirksliga – Staffel 3                      | 02 (16)         | 129:45       | 66         | Aufstieg                                                                                 |
| 2022/23   | VII    | Landesliga – Staffel 2                       | 16 (16)         | 027:93       | 13         | Abstieg                                                                                  |
| 2023/24   | VIII   | Bezirksliga – Staffel 3                      | 04 (16)         | 089:63       | 52         |                                                                                          |

## Fanfreundschaft
Der „Bruderverein“ aus Ost-Berlin und Nachfolger von Union Oberschöneweide, 1. FC Union Berlin, wurde in der Zeit vor dem Bau der Berliner Mauer sehr zahlreich von den West-Berlinern unterstützt. 2006 kam es – anlässlich des 100-jährigen Jubiläums der Vereinsgründung – zu einem Freundschaftsspiel an der Alten Försterei.